# Valentin Iliev
Valentin Iliev (en bulgare : Валентин Илиев), né le 11 juillet 1980 à Knezha (en) en Bulgarie, est un ancien footballeur international bulgare, qui évoluait au poste de défenseur. Il est désormais entraîneur.

## Biographie

### Carrière en club
Valentin Iliev dispute 3 matchs en Ligue des champions, pour un but inscrit, et 21 matchs en Ligue Europa, pour deux buts inscrits,. Il inscrit son seul but en Ligue des champions le 23 août 2005, lors d'un match face au Liverpool FC comptant pour le troisième tour préliminaire de cette compétition.
Ce qui le rend ainsi l'un des rares joueurs à avoir inscrit un but en Ligue des champions pour le CSKA Sofia.

### Carrière internationale
Valentin Iliev compte 22 sélections avec l'équipe de Bulgarie entre 2005 et 2012.
Il est convoqué pour la première fois en équipe de Bulgarie par le sélectionneur national Hristo Stoitchkov, pour un match des éliminatoires de la Coupe du monde 2006 contre la Croatie le 4 juin 2005. Le match se solde par une défaite 3-1 des Bulgares. 
Il reçoit sa dernière sélection le 29 mai 2012 en amical contre la Turquie. Le match se solde par une défaite 2-0 des Bulgares.
Il dispute avec la sélection bulgare cinq matchs comptant pour les éliminatoires de la Coupe du monde 2006, et trois matchs comptant pour les éliminatoires de la Coupe du monde 2010.

### Carrière d'entraîneur
Valentin Iliev devient entraîneur en 2017, au PFK CSKA Sofia, club pour lequel il a joué de 2004 à 2008. Il est limogé en 10 avril 2018 après un début de saison difficile. 

## Palmarès
- Avec le CSKA Sofia
  - Champion de Bulgarie en 2005 et 2008
  - Vainqueur de la Coupe de Bulgarie en 2006
  - Vainqueur de la Supercoupe de Bulgarie en 2006

- Avec le Steaua Bucarest
  - Vainqueur de la Coupe de Roumanie en 2011